# 大中臣常道
大中臣 常道（おおなかとみ の つねみち、生没年不詳）は、平安時代前期の貴族・神職。官位は従五位下・丹波介。

## 経歴
神祇官の官人（神祇大祐）として、清和朝にて以下の通り各地の神社に派遣された。
- 貞観9年（867年）近江国の伊福伎神社に弓箭鈴鏡を奉納[1]
- 貞観12年（870年）山城国の稲荷社に新しく鋳造した貞観永宝を奉納[2]
- 貞観13年（871年）大監物・興我王らとともに伊勢大神宮に例幣を行う[3]
- 貞観15年（873年）従五位下・好風王とともに伊勢大神宮で雨乞いのために奉幣を行う[4]

陽成朝の元慶2年（878年）従五位下に叙爵する一方、神祇少副として以下の通り伊勢大神宮への遣使を務めた。
- 元慶元年（877年）従四位下・実世王らとともに伊勢大神宮に陽成天皇即位と識子内親王の斎宮卜定を告げる[5]
- 元慶5年（881年）武蔵権守・弘道王とともに、翌年に陽成天皇が元服を行うことを告げる[6]。

光孝朝に入ると、元慶8年（884年）神祇伯・棟貞王らとともに伊勢大神宮に繁子内親王の斎宮卜定を告げ、翌元慶9年（885年）丹波介に任ぜられている。

## 官歴
『六国史』による。
- 時期不詳：正六位上
- 貞観9年（867年） 4月2日：見神祇大祐
- 元慶元年（877年） 2月23日：見神祇少副
- 元慶2年（878年） 11月4日：従五位下、見春日神主
- 元慶9年（885年） 2月20日：丹波介